# Dragan Prokopiev
Pour les articles homonymes, voir Prokopiev.
Dragan Prokopiev Vasilev (bulgare : Драган Прокопиев Василев), plus connu sous le nom Dragan Prokopiev, né le 18 juillet 1904 à Kyoustendil et mort en 1984 ou 1988 à Sofia, est un chef de chœur et un pédagogue bulgare. Il a obtenu le titre de « artiste émérite » en 1965.

## Biographie
Prokopiev est né le 18 juillet 1904 à Kyoustendil en Bulgarie dans une famille d'enseignants. Après avoir terminé l'école secondaire, en 1923, il déménage à Leipzig pour étudier le violon avec H. Wassermann, puis à Paris avec Lucien Capet en 1924 et 1926, à Písek avec le violoniste pédagogue Otakar Ševčík en 1925 et 1927, ainsi qu'à Berlin au Conservatoire Stern avec Carl Flesch 1928-1930.
En 1930, Prokopiev retourne en Bulgarie et devient professeur de musique à l'American College of Sofia, établissant sa propre école de musique privée qui existe jusqu'en 1936. En 1940, il enseigne au First Male Gymnasium de Sofia.
Au cours de la Seconde Guerre mondiale, Prokopiev a eu l'idée de créer le chœur de l'armée bulgare. Peu après le coup d'État bulgare de 1944, il a établi le Chœur de l'Armée populaire bulgare, rebaptisé ensuite comme Ensemble pour Chants et danses du BPA, et de nos jours : Représentant Ensemble des forces armées bulgares. Prokopiev est chef de chœur jusqu'en 1957. La performance du premier chœur a eu lieu en 1944, un concert de 26 chanteurs. Plus tard, Prokopiev commence à attirer des instrumentistes, aussi, ainsi que certains des meilleurs chanteurs d'opéra bulgares de l'époque, tels que Dimitar Uzunov et Nikola Nikolov, ainsi que le compositeur Asen Karastoyanov, qui a composé environ 50 chansons spécialement pour le chœur.
En 1941, Prokopiev écrit ses Méthodes de chant, dans lesquels il a développé le thème du chant comme un sujet distinct dans les écoles bulgares. En dehors de ses activités pédagogiques et méthodologiques, il était un violoniste actif en tant que membre de deux quatuors de musique de chambre : Le Quatuor tchèque (1927) et le Quatuor Sofia (1932-1935), où il a joué avec Todor Vazharov, Konstantin Starchev et Georgi Ivanov.
Prokopiev est mort en 1984 ou 1988 à Sofia. Ses archives de la période 1913-1975 a été déposée sous la cote ID 655 dans l'Agence nationale bulgare Archives.